# American Samurai
American Samurai ist ein US-amerikanischer Actionfilm mit David Bradley und Mark Dacascos in den Hauptrollen. Die Regie führte Sam Firstenberg, der auch schon den Martial-Arts-Film American Fighter (1985) drehte.

## Handlung
Andrew „Drew“ Collins verliert seine Eltern bei einem Flugzeugabsturz. Von einem japanischen Schwertmeister wird der Junge als Baby aufgenommen und in die Geheimnisse der japanischen Samurai eingeweiht. Der Meister behandelt den Jungen dabei wie seinen eigenen Sohn Kenjiro, der allerdings auf Andrew eifersüchtig ist. Andrew erreicht die Samurai-Ehre, während der aufbrausende Kenjiro sich der Untergrundorganisation Yakuza anschließt. Sehr zum Ärger von Kenjiro bekommt Andrew das Familienschwert vererbt. Als der Meister stirbt, geht Andrew nach Amerika, wo er als Journalist arbeitet. Eines Nachts wird das ihm gegebene Katana gestohlen, und Andrew reist mit einer Fotografin in die Türkei, wo er einige Ritualmorde im Stil der Yakuza untersuchen will.
Bei seinen Ermittlungen stößt er auf eine illegale Arena, in der Schwertkämpfe bis zum Tode ausgefochten werden. Kenjiro, sein Stiefbruder, ist der bisher unbesiegte Champion. Andrew wird gefangen genommen. Durch die Reporterin, die ebenfalls als Geisel genommen wurde, wird er unter Druck gesetzt und muss in der Arena kämpfen. Am Ende steht er Kenjiro gegenüber, und die beiden kämpfen auf Leben und Tod. Andrew versucht seinen Stiefbruder kampfunfähig zu machen, doch dieser greift ihn im geschwächten Zustand noch an. Andrew ist gezwungen, ihn zu töten, und verlässt als Sieger die Arena.

## Hintergrund
American Samurai ist ein typischer Vertreter des 1980er/1990er Action-B-Movies und ist in der ungeschnittenen Fassung äußerst brutal. Die deutsche Videofassung war daher nur gekürzt erhältlich. Eine offizielle deutsche Veröffentlichung auf DVD erfolgte bisher nicht, es sind jedoch ungekürzte Bootleg-DVDs im Umlauf.
Die philippinisch-US-amerikanische Produktion Live by the Fist hat nichts mit diesem Film zu tun, sondern wurde nur vom deutschen Verleih in American Samurai 2 umbenannt.
Lyle Goodwin und Sam Firstenberg veröffentlichten zu Beginn des Jahres 2025 einen Director’s Cut des Films, der mehr als 80 Unterschiede zum Original aufweist und etwas mehr als drei Minuten länger ist.

## Kritik
„„American Samurai“ ist ein gewaltreicher Actionfilm mit verbeulten Visagen und gebrochenen Knochen en masse. Die Turnierkämpfe – bei dem mal wieder die toughesten Recken des Erdenrunds aufeinander prallen – sind ansehnlich gestaltet, bieten aber abseits der teils herben Schlachtplatte nichts wirklich neues. Fans blutgetränkter B-Streifen dürften dennoch auf ihre Kosten kommen. Aber Vorsicht ist geboten, ließ die Bundesprüfstelle bei der Zensur des Films doch ähnliche Kompromisslosigkeit walten, wie die Protagonisten bei der Beseitigung ihrer Gegnerschaft.“